# Куприянова, Анастасия Фоминична
Анастасия Фоминична Куприянова (бел. Настасся Фамінічна Купрыянава; 10 апреля 1872, дер. Мехеды, Борисовский уезд, Минская губерния, Российская империя — 13 апреля 1979, Жодино, Минская область, БССР, СССР) — белорусская партизанка и мать-героиня. Пятеро сыновей Анастасии Куприяновой погибли на фронтах Второй мировой войны.

## Биография
Родилась в 1872 году в Мехедах (ныне Логойский район, Минская область, Республика Беларусь). С 1899 года работала горничной в Упиревичах (ныне Борисовский район, Минская область, Республика Беларусь). В 1901 году переехала в Жодино и вышла замуж за мельника Григория Михайловича Курсевича, родила четверых сыновей и дочь. После смерти Г. М. Курсевича в 1918 году от последствий отравлений горчичным газом, полученных на фронтах Первой мировой войны, воспитывала детей одна.
В 1922 году второй раз вышла замуж за Ивана Куприянова. В этом браке Анастасия родила ещё двоих сыновей. В период коллективизации Куприянова одной из первых записалась в колхоз и добросовестно трудилась. В конце 1929 года Иван Куприянов оставил семью и уехал, отказавшись вступить в колхоз.
В 1941 году дом семьи сгорел во время бомбёжки. Анастасия Куприянова вслед за сыновьями вступила в партизанский отряд «Родина» бригады «Разгром», где готовила еду и стирала одежду. После деоккупации БССР вернулась в Жодино.
Умерла в один день с последним сыном 13 апреля 1979 года.

## Дети
- Николай Григорьевич Курсевич (1902, Жодино — 02.1945, Польша) — крестьянин, работал в колхозе. На момент начала ВОВ был женат и жил отдельно от матери. С середины 1942 года сотрудничал с подпольем. В конце 1943 года вступил в партизанский отряд. Летом 1944 года призван Смолевичским РВК Минской области и направлен в 199-й запасной стрелковый полк[2], став бойцом РККА. Погиб при освобождении Польши (по другим данным — пропал без вести в декабре 1944 года). Жена — Курсевич Лидия Мироновна.
- Александр Григорьевич Курсевич (1908, Жодино — 1979) — в 1927—1931 годах проходил срочную службу в железнодорожных войсках РККА. В 1932 уехал в Сибирь работать на железной дороге. В годы ВОВ работал машинистом в тылу и в боевых действиях участия не принимал. Умер в 1979 году в один день с матерью.
- Степан Григорьевич Курсевич (1911, Жодино — 07.1944, Варшава) — крестьянин, работал в колхозе. На момент начала ВОВ был женат и жил отдельно от матери. С середины 1942 года сотрудничал с подпольем. В конце 1943 года вступил в партизанский отряд. Летом 1944 года стал бойцом РККА. Рядовой 1023-го стрелкового полка 307-го стрелковой дивизии Курсевич С. Г. погиб в уличном бою за освобождение Варшавы. Похоронен в роще у шоссе южнее д. Городнянка Соколовского района Белостокской области БССР[3]. Жена — Курсевич Анна Федоровна.
- Анна Григорьевна Курсевич (1912, Жодино — 1???) — жила и работала в Жодино; участвовала в торжественных мероприятиях, посвящённых памяти членов семьи.
- Михаил Григорьевич Курсевич (1915, Жодино — 01.1944, Борисов) — на момент начала ВОВ жил с матерью. В начале 1942 года вступил в подполье, помогал передавать партизанам оружие, медикаменты и провизию. Позже привлёк в подполье братьев. Путём подкупа словацких солдат в немецком гарнизоне, сумел организовать побег нескольких десятков пленных советских солдат. Позже вступил в партизанский отряд. В январе 1944 года отряд попал в засаду и Михаил с пулемётом остался прикрывать отступление. Получив ранение, попал в плен и вскоре умер.
- Владимир Иванович Куприянов (1922, Жодино — 1949, Жодино) — на момент начала ВОВ жил с матерью, работал на заготовке леса. В конце 1943 года вступил в партизанский отряд. В январе 1944 года был ранен при аресте немецкими войсками. Был помещён в лазарет Борисовской тюрьмы, где застал несколько последних дней жизни брата Михаила Курсевича. Позже был угнан в Германию, где помещён в концлагерь. После вызволения, будучи тяжело больным, вернулся в Жодино. Нуждаясь в уходе, жил с матерью и умер в 1949 году.
- Пётр Иванович Куприянов (1926, Жодино — 02.11.1944, Никратце, Кулдигский район, Латвийская ССР) — на момент начала ВОВ жил с матерью, учился в школе. В конце 1942 года вступил в подполье. Осенью 1943 года был арестован немецкими войсками и выслан в Германию, однако с группой мужчин сумел выпрыгнуть из поезда в Минской области и вернуться в партизанский отряд. Летом 1944 года вступил в РККА. В ноябре 1944 при освобождении Латвии погиб, повторив подвиг Александра Матросова. Посмертно удостоен звания Героя Советского Союза.

## Память
- В 1972 году А. Ф. Куприяновой присвоено звание Почётного жителя города Жодино.
- В 1975 году в Жодино был открыт памятник А. Ф. Куприяновой.[4]

### На русском языке
- Минская область: энциклопедия. В 2 т. Т. 2 / Редкол.: Л. Ф. Крупец, Г. П. Пашков и др. — Минск: БелЭн, 2007. — С. 248. — 784 с.: илл. — ISBN 978-985-11-0399-3.
- Регионы Беларуси: энциклопедия. В 7 т. Т. 5. Минская область. В 3 кн. Кн. 2. З—Н / редкол.: В. В. Андриевич (гл. ред.) [и др.]. — Минск: Беларуская Энцыклапедыя імя Петруся Броўкі, 2017. — С. 178. — 448 с.: ил. — ISBN 978-985-11-0988-9.

### На белорусском языке
- Купрыя́нава Настасся Фамінічна // Беларуская энцыклапедыя: У 18 т. Т. 9: Кулібін — Малаіта (бел.) / Рэдкал.: Г. П. Пашкоў і інш. — Мінск: БелЭн, 1999. — С. 38. — 10 000 экз. — ISBN 985-11-0155-9.
- Купрыянава Настасся Фамінічна // Энцыклапедыя гісторыі Беларусі / Рэдкал.: Г. П. Пашкоў (галоўны рэд.) i інш.; Маст. Э. Э. Жакевіч. — Мінск: БелЭн, 1997. — Т. 4: Кадэты—Ляшчэня. — С. 311. — 432 с. — 10 000 экз. — ISBN 985-11-0041-2. (бел.)